# 蓝为洁
蓝为洁（1926年—2014年2月21日），女，重庆人，中华人民共和国电影剪辑师。汤晓丹妻子、汤沐海母亲。

## 生平
早年供职于重庆中国电影制片厂，曾参与剪辑《巴山夜雨》、《城南旧事》、《苦恼人的笑》、《南昌起义》等影片。在业内，和傅正义共称“南蓝北傅”；她也被成为“南方第一剪”。2014年2月去世。